# PRIDE The Best Vol. 3
PRIDE The Best Vol. 3 fue un evento de artes marciales mixtas producido por PRIDE Fighting Championships, celebrado el 20 de octubre de 2002 en el Differ Ariake Arena de Tokio.